# 平手政秀

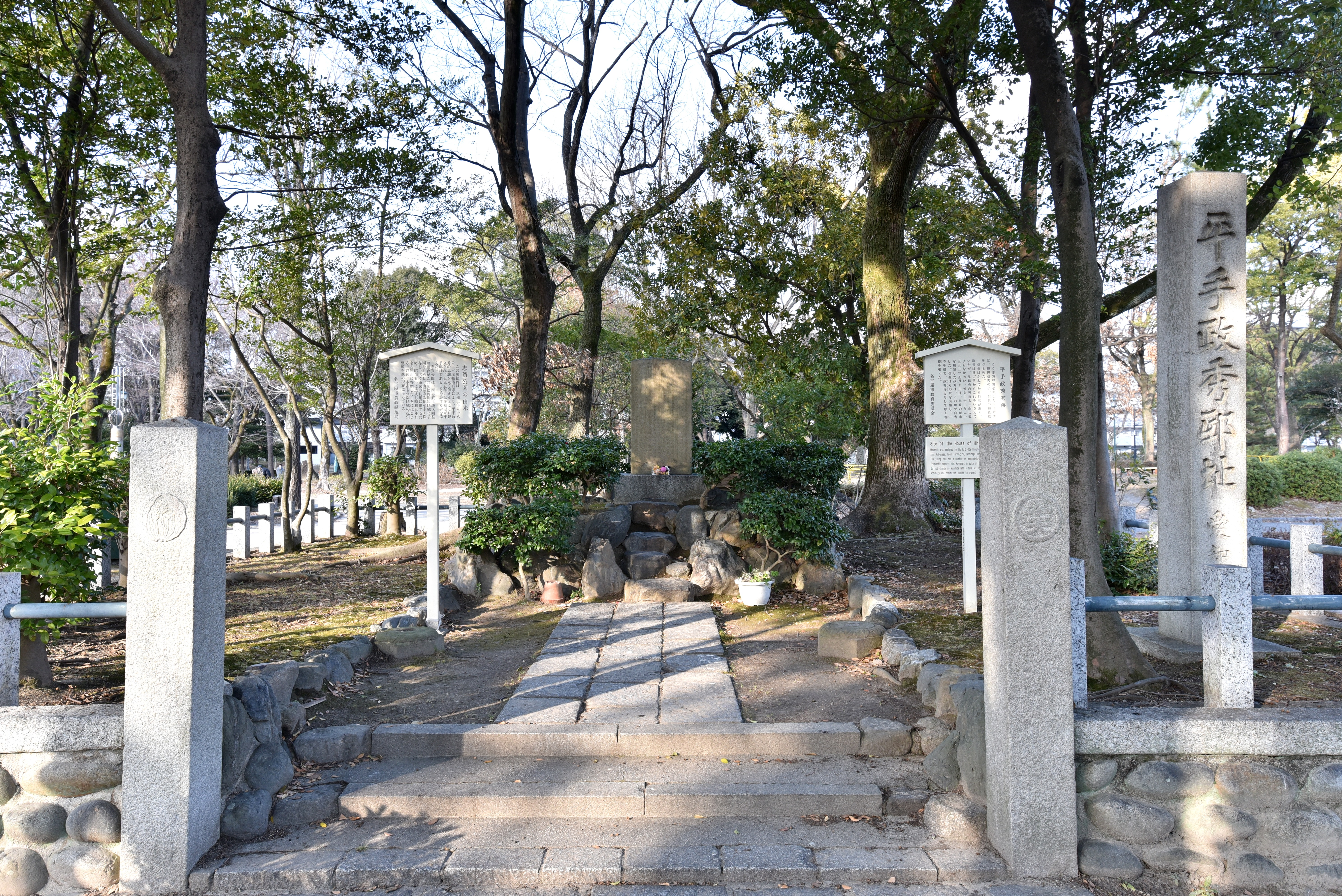
平手政秀邸址（愛知県名古屋市北区平手町志賀公園）

平手 政秀（ひらて まさひで、延徳4年5月10日〈1492年6月4日〉- 天文22年閏1月13日〈1553年2月25日〉）は、戦国時代の武将。織田信秀、信長の2代に仕える。尾張国春日井郡にあった志賀城の城主。

## 生涯
織田信秀の重臣として主に外交面で活躍。茶道や和歌などに通じた文化人で、天文2年（1533年）に尾張国を訪れた山科言継から賞賛を受けるほどであった。天文12年（1543年）5月には、信秀の名代として上洛し、朝廷に内裏築地修理料4,000貫を献上するなど、朝廷との交渉活動も担当していた。
天文3年（1534年）、信長が誕生すると傅役となり、次席家老を務めた。天文16年（1547年）には後見役として信長の初陣を滞りなく済ませるとともに、翌17年（1548年）には争い中であった美濃の斎藤道三との和睦を成立させ、信長と濃姫の婚約を取り纏めた。また安城合戦においては織田信広への援軍を率いた。
信秀が死去して織田家中が不穏となる中で、天文22年閏1月13日（1553年2月25日）に自刃した。享年62。
菩提寺は政秀寺、墓碑は平和公園政秀寺墓地に移転。首塚が名古屋市西区中小田井の東雲寺にある。

## 自刃の理由
『信長公記』の首巻に拠れば、政秀は信長と次第に不和になり、信長の実直でない様を恨んで自刃したとされている。不和の原因を作ったのは政秀の長男・五郎右衛門で、信長が五郎右衛門の持っている馬を所望したとき、五郎右衛門は「自分は馬を必要とする武士だから、（馬を献上するのは）お許しください」と言って拒否したのを信長が逆恨みしたのだとされる。
その他にも以下の説が唱えられている。
- 信長の奇行と長男の不忠を憂い、自身の死で双方を諌めるため - 美談として有名。
- 信長の弟・信行を家督継承者に推す林秀貞・通具兄弟や信行の後見人である柴田勝家との対立。

## 没後

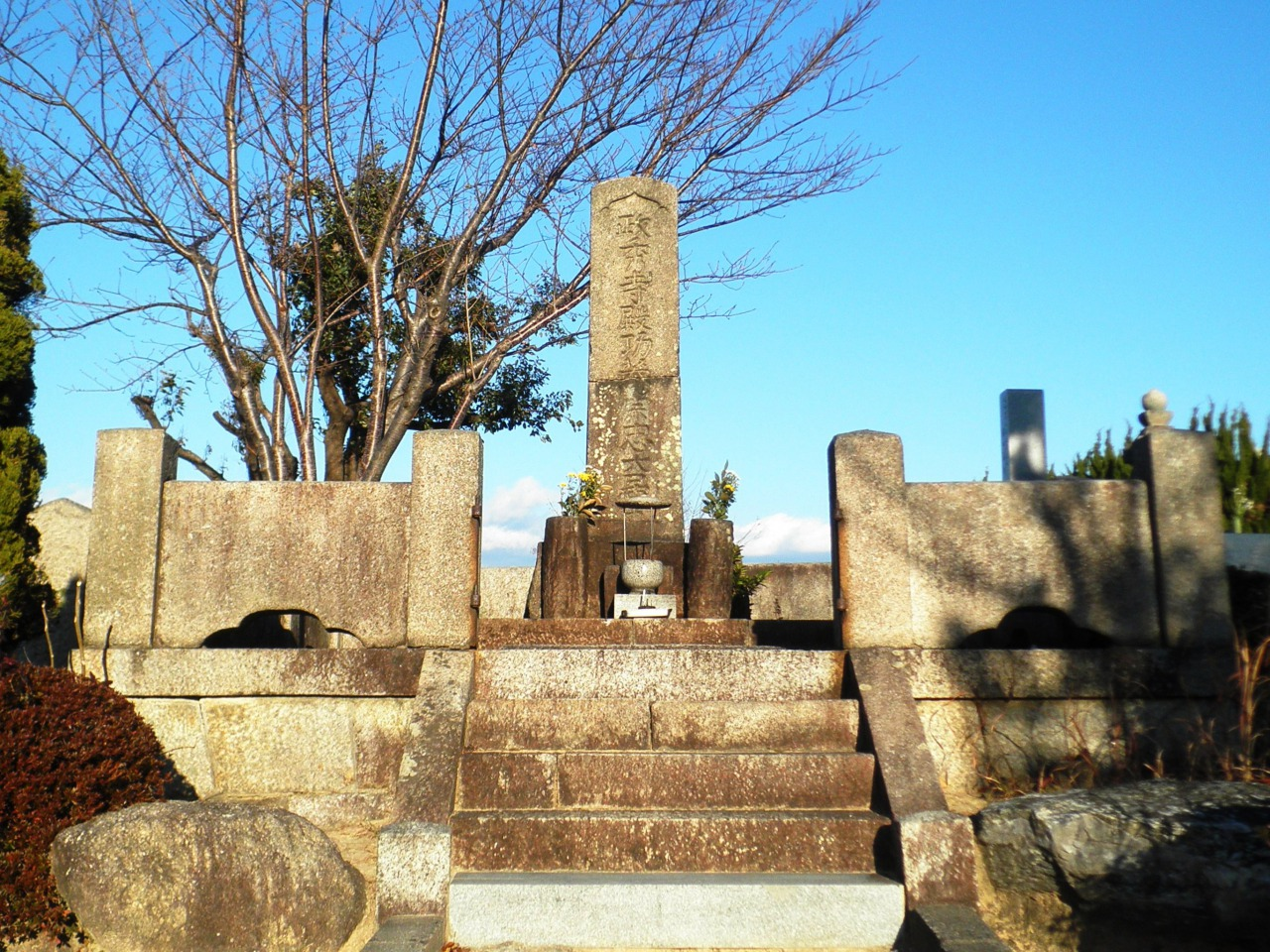
愛知県名古屋市千種区平和公園の墓所（政秀寺より移転）

政秀の死後も信長の行状は改まらなかったが、信長は政秀の死後に沢彦宗恩を開山として春日井郡小木村に政秀寺を建立し、菩提を弔った。
政秀には『信長公記』によると3人の男子（五郎右衛門、監物、甚左衛門）があったとされるが、系図類においては子は平手久秀、孫に平手汎秀がいたとされている。『信長公記』に挙げられている3人が誰に当てはまるかは見解が分かれている。系図の位置が不明な平手長政（孫右衛門）という人物を長男の五郎右衛門に当てはめる場合もあれば、五郎右衛門は養子として弟の政利のことであるともされる。
娘（雲仙院）が信長の弟・織田長益（有楽斎）の正室となっている。

## 登場する作品
- 風雲児 織田信長（1959年）、演：月形龍之介
- 国盗り物語（1973年）、演：田崎潤
- 徳川家康（1983年、NHK大河ドラマ）、演：戸浦六宏
- 織田信長 (1989年のテレビドラマ)、演：若山富三郎
- 信長 KING OF ZIPANGU（1992年、NHK大河ドラマ）、演：二谷英明
- 麒麟がくる（2020年、NHK大河ドラマ）、演：上杉祥三[4]
- レジェンド&バタフライ（2023年）、尾美としのり
- どうする家康（2023年、NHK大河ドラマ）、マキノノゾミ

## 備考
- 新田次郎の小説『梅雨将軍信長』に登場する政秀の弟、平手左京亮は架空の人物である。